# Albert Tomàs
Albert Tomàs est un footballeur espagnol né le 19 décembre 1970 à Barcelone. Il évoluait au poste de défenseur.